# Jaime Rueda
Jaime Eduardo Rueda Rocha (Yacopí, Cundinamarca, 23 de febrero de 1956 - Honda, 23 de abril de 1992) fue un delincuente colombiano. Autor material del asesinato de Luis Carlos Galán Sarmiento recibiendo órdenes del Cartel de Medellín el 18 de agosto de 1989 en Soacha, Cundinamarca.

## Biografía
Natural de Yacopí (Cundinamarca), Rueda Rocha provenía de una familia campesina. Considerado una persona fría, violenta y cruel. Desde sus 17 años estuvo ligado a grupos armados ilegales. Primero militó en el Frente 11 de las FARC, antes de desertar para convertirse en jefe de un grupo de "pájaros" o sicarios conocidos como "los Negritos". Fue formando parte de dicha banda delincuencial que conoció a Gonzalo Rodríguez Gacha, y entró a su servicio. 
En vista de sus capacidades Rodríguez Gacha lo incluyó dentro de un selecto grupo el cual recibió entrenamiento paramilitar de alto nivel a cargo de destacados mercenarios israelíes como Yair Klein, los cuales se reunían en Puerto Boyacá para perfeccionar sus técnicas de guerra. En 1989 fue encargado por "el Mexicano" de dirigir el primer atentado contra el General Miguel Maza Márquez y de protagonizar el asesinato del líder liberal Luis Carlos Galán.

### Asesinato de Luis Carlos Galán
Participó en la planificación del crimen de Luis Carlos Galán en abril de 1989 donde se reunió con Pablo Escobar y con Gonzalo Rodríguez Gacha para concretar la muerte del candidato presidencial de la época en la isla de la fantasía en Puerto Boyacá. Contaron también con la participación de un enlace del ejército llamado el Teniente Flórez un miembro de la brigada trece adscrito a la red de inteligencia del B2 quien se prestó para este homicidio, también lograron infiltrar la seguridad del político, por medio de Jacobo Torregrosa, un policía retirado y sin ninguna preparación para el cuidado de personajes públicos, quien prestaba sus servicios a la mafia.
Acordaron reunir 3 grupos conformados cada uno por 5 sicarios aproximadamente. Se ubicaron en la plaza principal de Soacha, todos los sicarios portaban carnets del Ejército Nacional, estaban armados de subametralladoras Atlanta calibre 9mm, MP-5, Ingram 380 y fusiles Galil para acabar con la vida del caudillo liberal, a su vez planearon la utilización de ocho automotores para emprender la huida. Una vez Galán subió a la tarima para realizar su intervención el 18 de agosto de 1989 a las 8:45 p. m. para promocionar su campaña a la presidencia, Jaime Eduardo Rueda Rocha disparó su ametralladora marca Ingram calibre punto 380 (según el estudio de balística del 12 de marzo de 1990) ráfaga que terminó con la vida del candidato presidencial pocos minutos después.

### Prontuario criminal
El 21 de septiembre de 1989 en un allanamiento realizado en la transversal 62# 39-34 sur y Calle 81a # 47-19 sur, donde residió Rueda, fue encontrado un carro bomba con cerca de 102 kilos de dinamita gelatinosa, junto con un arsenal de significativa importancia. Rueda fue supuesto partícipe en la muerte de Pablo Emilio Guarín, fundador de las Autodefensas Campesinas del Magdalena Medio y Puerto Boyacá. (Adjudicado por excombatientes de las FARC-EP en 2020). Supuestamente también colaboraría en el frustrado secuestro del Coronel Peláez Carmona.

## Captura y muerte
El 20 de septiembre de 1989, un mes después del atentado contra Galán, la Policía capturó al sicario junto con otros tres hombres: su medio hermano Ever Rueda Silva, y los hermanos Jaime y Enrique Chávez. Posteriormente se fugó de la Cárcel La Picota el 18 de septiembre de 1990 y huyó al Magdalena Medio, donde armó su propio grupo paramilitar con 150 hombres en armas, moviéndose por la región de Puerto Boyacá, Yacopí, Honda, La Dorada, Patevaca y Llano Mateo. 
En marzo de 1992, Rueda Rocha asesinó, desmembró y arrojó al Río Magdalena al alcalde de Puerto Boyacá Gustavo Londoño y a las cuatro personas que lo acompañaban en un paraje rural cerca de Honda. Ubicado por un informante fue sorprendido por 10 miembros del Grupo de Operaciones Especiales (GOES) de la Policía Nacional, Rueda Rocha murió en un enfrentamiento armado con el comando que le siguió los pasos durante varios meses, la madrugada del jueves 23 de abril de 1992, al llegar a un restaurante después de una noche de parranda. Allí, en un restaurante llamado La Variante, en la vía que comunica a Honda (Tolima) con La Dorada (Caldas), murió un policía, otros dos uniformados resultaron heridos y cayó abatido Rueda y 10 de los guardaespaldas que le acompañaban.
En el momento en el que se disponían a ordenar algo de comer, al frente del lugar frenó bruscamente una camioneta de platón de la que descendieron 10 agentes del (GOES). "Cuando gritamos: '¡Quietos, Policía!', nos respondieron con una ráfaga", recuerda uno de los integrantes que participó en ese operativo hace más de 17 años. La ráfaga acabó con la vida del agente Juan Castro. El tiroteo duró media hora. El asesino de Galán cayó abatido a 15 metros de la mesa donde estaba sentado, intentaba saltar por una alambrada para huir por un potrero, tenía consigo una pistola 9 milímetros.